# Institut supérieur panafricain d'économie coopérative
L'Institut supérieur panafricain d'économie coopérative (ISPEC) est un établissement africain de droit public international. Il a été créé en 1967 à la suite de la première Conférence panafricaine coopérative. Les onze pays membres sont :
- Bénin,
- Burkina Faso,
- Cameroun,
- République démocratique du Congo,
- Côte d'Ivoire,
- Gabon,
- Mali,
- Niger,
- Sénégal,
- Tchad,
- Togo.